# Elli Erl
Elli Erl, pseudonimo di Elisabeth Maria Erl (Straubing, 25 maggio 1979), è una cantante e personaggio televisivo tedesca, nota per aver vinto la seconda edizione del programma televisivo Deutschland sucht den Superstar.

## Discografia

### Album in studio
- 2004 – Shout It Out
- 2007 – Moving On
- 2009 – Human